# Сазонов, Евгений Юрьевич
Евге́ний Юрьевич Сазонов (род. 27 сентября 1936 года, Ленинград, РСФСР, СССР) — театральный режиссёр, педагог, художественный руководитель Театра юношеского творчества (ТЮТ). Заслуженный работник культуры РСФСР.

## Биография
Евгений Сазонов родился в Ленинграде 27 сентября 1936 года.
По первому образованию детский врач. Евгений Сазонов закончил Санкт-Петербургский государственный педиатрический медицинский университет и несколько лет работал детским врачом.
В 1951 году поступил в драмкружок к Матвею Григорьевичу Дубровину, что определило его последующий жизненный и творческий путь.
Окончил театральное училище имени Б. В. Щукина по специальности "режиссёр драмы" у Бориса Евгеньевича Захавы.
С 1974 года (с момента смерти основателя Театра юношеского творчества (ТЮТ) Матвея Дубровина) является художественным руководителем ТЮТа.
Руководитель проекта «Будущее театрального образования».
Среди учеников Е. Ю. Сазонова, воспитанников ТЮТа — Николай Фоменко, Игорь Гордин, Алексей Девотченко, Олег Дмитриев, Андрей Зибров, Владимир Богданов, Олег Куликович, режиссёры Вадим Фиссон и Михаил Черняк, сценарист Владимир Вардунас, композитор Владислав Панченко, художники по свету Евгений Ганзбург и Глеб Фильштинский и многие другие деятели театра и люди различных профессий.
В 2009 году награждён Почётным дипломом Законодательного Собрания Санкт-Петербурга.
Лауреат премии «Золотой софит» (2016) — золотой знак «За самоотверженный многолетний труд по воспитанию новых театральных поколений для российского театра».
Семья: сын (Сазонов В. Е. — режиссер-постановщик) и дочь (Сазонова О. Е.) от первого брака, сын (Сазонов М. Е.) от второго.

## Спектакли и постановки Е. Ю. Сазонова
- Р. Кац, Е. Сазонов «ПОЕЗД ДАЛЬНЕГО СЛЕДОВАНИЯ»
- Е. Сазонов «ТИМУР ОСТАЁТСЯ НА МОСТУ», постановка Е. Сазонова
- Р. Кац, Е. Сазонов «ТРИ ШПАГИ НА ТРОИХ»
- Р. Кац «ТИЛИ-ТИЛИ-ТЕСТО», постановка Е. Сазонова
- М. Светлов «20 ЛЕТ СПУСТЯ», постановка Е. Сазонова
- Р. Кац «ВСЕ МЫ И БУЛЬДОЗЕР», постановка Е. Сазонова
- Е. Шварц «ЛЕНИНГРАДЦЫ», постановка Е. Сазонова
- А. Вампилов «СТАРШИЙ СЫН», постановка Е. Сазонова
- Е. Сазонов «МАКСИМ», постановка Е. Сазонова
- Е. Сазонов «МИЛЛИОННЫЙ ПОСЕТИТЕЛЬ», постановка Е. Сазонова
- Р. Кац «САД», постановка Е. Сазонова
- А. Арбузов «ГОРОД НА ЗАРЕ», постановка Е. Сазонова
- А. Хмелик «А ВСЁ-ТАКИ ОНА ВЕРТИТСЯ, ИЛИ ГУМАНОИД В НЕБЕ МЧИТСЯ», постановка Е. Сазонова
- Г. Полонский «ОБЫКНОВЕННАЯ СКАЗКА», постановка Е. Сазонова
- Е. Сазонов «ИВАН, ВНУК ИВАНА», постановка Е. Сазонова
- Е. Сазонов «АФАНАСЬЕВА, ШАГ ВПЕРЁД», постановка Е. Сазонова
- Е. Сазонов «ПЛОЩАДЬ МАРШАКА», постановка Е. Сазонова
- Р. Кац «СЦЕНЫ У ПУШКИНСКОГО ДОМА», постановка
- А. де Сент-Экзюпери «МАЛЕНЬКИЙ ПРИНЦ», постановка Е. Сазонова
- А. Линдгрен «РОНИ, ДОЧЬ РАЗБОЙНИКА», постановка Е. Сазонова
- У. Шекспир «РОМЕО И ДЖУЛЬЕТТА», постановка Е. Сазонова
- Э. Ростан «СИРАНО ДЕ БЕРЖЕРАК», постановка Е. Сазонова
- А. Линдгрен «ПЕППИ ДЛИННЫЙ ЧУЛОК», постановка Е. Сазонова
- А. Чехов «ДЯДЯ ВАНЯ», постановка Е. Сазонова
- А. Володин «ЯЩЕРИЦА», постановка Е. Сазонова
- А. Аверченко «КОНЕЦ ЛЮБВИ», постановка Е. Сазонова
- У. Шекспир «ГАМЛЕТ», постановка Е. Сазонова
- С. Мрожек «ПОРТРЕТ», постановка Е. Сазонова
- Б. Васильев «А ЗОРИ ЗДЕСЬ ТИХИЕ…», постановка Е. Сазонова